# Sylwia Czubkowska
Sylwia Anna Czubkowska (ur. 10 sierpnia 1982) – polska dziennikarka specjalizująca się w cyfryzacji.

## Życiorys
Absolwentka nauk politycznych na Uniwersytecie Warszawskim (2006). Mieszka na warszawskim Grochowie.
Dziennikarka ekonomiczna i technologiczna takich tytułów jak: tygodnik „Przekrój” (2004–2007), dziennik „Polska The Times” (2007–2008), „Dziennik Gazeta Prawna” (2009–2018) i „Gazeta Wyborcza” (2018–2020). Czterokrotna laureatka nagród Prezesa Urzędu Patentowego za teksty na temat innowacji i wynalazków.
W kwietniu 2020 wystartował Magazyn Spider’s Web+ (powiązany z portalem Spider's Web), zajmujący się technologią w kontekście społeczno-politycznym i biznesowym. Czubkowska została jego redaktorką prowadzącą.
Od 2014 razem z Barbarą Sową i Alicją Rzeczkowską współtworzy blog Majsterki.pl o samodzielnym remontowaniu i wyposażaniu wnętrz.
Od 2021 wspólnie z Joanną Sosnowską prowadzi podcast Techstorie, wydawany przez radio Tok FM.
Jest członkinią rady fundacji Instytut Zamenhofa.

## Nagrody i wyróżnienia
- 2013 – nominowana do nagrody Grand Press w kategorii dziennikarstwo specjalistyczne za tekst „O obrotach ciał prawniczych” o zjawisku revolwing door, czyli przechodzeniu urzędników i prawników do biznesu[9]
- 2015 – nominowana do nagrody Grand Press w kategorii dziennikarstwo specjalistyczne za tekst „CDApl, czyli Czasem Dane Admin usunie”, o serwisie cda.pl który zbudował potęgę korzystając z pirackich materiałów[10]
- 2017 – razem z Michałem Potockim nagrodzona II miejscem w kategorii Tekst za tekst „Terespolska ciuciubabka” opublikowany w Dzienniku Gazecie Prawnej w konkursie „Temat: Uchodźcy” zorganizowany przez Fundację Batorego wspólnie z Fundacją Instytut Reportażu[11].
- 2019 – nominowana do nagrody Grand Press w kategorii dziennikarstwo specjalistyczne za tekst „Afera Huawei w Polsce: Nieznana historia Staszka W. i Piotra D. z chińskim wywiadem w tle” opublikowany w Gazecie Wyborczej[12]
- 2020 – Dziennikarz Roku XV Kongresu Gospodarki Elektronicznej[13]
- 2021 – laureatka nagrody Edukacyjnej Fundacji im. Romana Czerneckiego w kategorii artykuł publicystyczny za tekst „Czas wprowadzić do szkół edukację medialną. To ostatni dzwonek, by wychować cyfrowo świadome społeczeństwo”[14]
- 2021 – nominowana do nagrody Grand Press w kategorii dziennikarstwo specjalistyczne za tekst „CD Projekt. Niekoloryzowane” (wspólnie z Jakubem Wątorem, Markiem Szymaniakiem, Matyldą Grodecką) – opublikowany w Magazynie Spider’s Web+[15].
- 2023 – nominowana do Nagrody im. Beaty Pawlak za książkę Chińczycy trzymają nas mocno[16]
- 2024 – Grand Prix oraz nagroda w kategorii Nauka, Edukacja, Technologia w Konkursie Podcast Roku im. Janusza Majki za Techstorie (wspólnie z J. Sosnowską)[17]

## Publikacje książkowe
- 2017 – „Majsterki: zrób to sam” (wraz z Alicją Rzeczkowską i Barbarą Sową), wydawnictwo Burda Publishing Polska[18]
- 2022 – Chińczycy trzymają nas mocno. Pierwsze śledztwo o tym, jak Chiny kolonizują Europę, w tym Polskę, Znak Literanova
- 2025 – Bóg techy. Jak wielkie firmy technologiczne przejmują władzę nad Polską i światem, Znak Literanova